# Antoine Révillon
Pour les articles homonymes, voir Révillon (homonymie).
Antoine Révillon dit « Tony », né le 30 décembre 1831 à Saint-Laurent-lès-Mâcon et mort le 11 février 1898 à Paris 14e, est est un journaliste, écrivain et homme politique français.

## Biographie
Après ses études à Lyon, Révillon a été quelque temps clerc de notaire, avant de monter à Paris et entrer dans la carrière de journaliste sous les auspices de ses compatriotes Lamartine et Ponsard. L’un des représentants les plus distingués l’école d’écrivains politiques romantiques qui ont illustré la fin du régime impérial, il a écrit sous divers noms de plume, tels que « Nicolas Gentil », « Clément de Chaintré », « Maurice Simon », etc.
Après avoir débuté à la Gazette de Paris, en 1857, il collabore successivement au Petit Journal du mois, au Figaro, au Nain jaune, au Gaulois, au le Charivari aux Nouvelles à l’Événement, enfin à la Petite Presse (1866), dont il a été, pendant plusieurs années, le chroniqueur quotidien. Il a été pendant quelque temps le principal rédacteur de la Petite République française, lorsqu’il a pris, 1879, la direction du journal populaire à un sou, l’Éclaireur républicain. L’année suivante il collabore également au journal, la Vérité.
Rallié aux idées démocratiques radicales, proche lieutenant de Georges Clemenceau, il s’est aussi fait connaitre comme orateur dans les conférences littéraires ou dans les réunions politiques, et figure, à ce titre, sur le célèbre tableau la Réunion publique au cirque Fernando de Jean-François Raffaëlli. Candidat aux élections du 9 janvier 1881, au Conseil municipal de Paris, dans le quartier du Gros-Caillou (7e arrondissement), il obtient, au premier tour de scrutin, 1605 voix, sur 4261 votants, pour être élu, au scrutin de ballottage, par 2291 voix, sur 3817 votants.
Aux élections législatives du 21 août suivant, dans la 2e circonscription du 20e arrondissement de Paris, l'extrême gauche a opposé sa candidature à celle du député sortant Léon Gambetta. Le résultat, proclamé le soir même de l'élection, le faisait échouer avec 4 119 voix, contre 4 900 à Gambetta, mais après le constat, lors du recensement général des votes à la préfecture de la Seine, que le député sortant n'avait pas réuni la majorité absolue des votants, un second tour de scrutin était nécessaire. Gambetta, élu dans la circonscription du 20e arrondissement, ayant manifesté son intention de ne pas se représenter, Révillon a disputé le 2e tour contre le conseiller municipal Léon Sick (d). La lutte d'une extrême violence qui s’est ensuivie s’est terminée par l'élection de Révillon par 5 297 voix, contre 3 511 à son concurrent.
Siégeant à l’extrême gauche, il s’associe aux diverses propositions et aux votes de ce groupe politique, et intervient à plusieurs reprises en faveur des ouvriers au chômage, demanda pour eux (mars 1885) un secours de 25 millions. En 1881, il entre comme rédacteur au Radical, auquel il ne cessera, dès lors, de collaborer, et combat les ministères Gambetta et Ferry, se prononce pour la séparation de l’Église et de l’État, pour l’élection des juges, contre les crédits de l’expédition du Tonkin.
Porté, le 4 octobre 1885, sur les listes radicales de la Seine, il est élu au second tour (18 octobre) député de ce département, le 20e sur 24, par 285 442 voix (416 886 votants, 564 338 inscrits). Il reprit sa place à l’extrême gauche et continua de soutenir la politique radicale. Il parut plusieurs fois à la tribune pour attaquer les cabinets Rouvier et Tirard, se montra favorable au ministère Floquet, fut rapporteur de la commission chargée d’examiner le projet gouvernemental de révision (octobre 1888).
Pendant la période du boulangisme, il a été l’un des plus résolus, des plus énergiques à soutenir la République contre le césarisme renaissant, il s’est associé à la campagne menée par la majorité parlementaire contre les chefs du mouvement boulangiste (interpellation du 11 juillet 1887). Avant l’achèvement de son mandat en 1893, il a voté, en dernier lieu :
- contre le rétablissement du scrutin d’arrondissement (11 février 1889),
- contre l’ajournement indéfini de la révision de la Constitution,
- pour les poursuites contre trois députés membres de la Ligue des patriotes,
- contre le projet de loi Lisbonne restrictif de la liberté de la presse,
- pour les poursuites contre le général Boulanger.

À l’issue d’obsèques civiles, qui ont donné lieu à une imposante manifestation républicaine, il a été inhumé au cimetière du Montparnasse.
Il avait épousé, en 1897, Julie Pigeon, institutrice, avec qui il avait eu un enfant en 1894, le futur député, sénateur et ministre Michel Tony-Révillon.

## Œuvres partielles
- Le Monde des eaux, roman, 1860, in-18.
- Les Bacheliers, étude, 1861, in-18.
- La Belle Jeunesse de François Lapalud, 1866, in-18.
- Le Faubourg Saint-Germain, 1867, in-18.
- Le Faubourg Saint Antoine, 1870, in-18.
- Les Aventures d’un suicidé, 1872, in-18.
- La Séparée, 1874, in-18.
- Les Convoitises, 1875, in-18.
- L’Exil, 1876, in-18.
- La Bourgeoisie pervertie, 1877, in-18.
- Noémi, 1878, in-18.
- Les Deux compagnons, 1879, in-18.
- Le Besoin d’argent, 1879, in-8º, etc.